# Антон Гайденрайх
Антон Гайденрайх (нім. Anton Heidenreich; 6 липня 1896, Кайсгайм — 20 жовтня 1982, Вісбаден) — німецький офіцер, генерал-майор люфтваффе. Кавалер Німецького хреста в сріблі.

## Біографія
1 вересня 1914 року поступив на службу добровольцем в 15-й баварський піхотний полк. Учасник Першої світової війни. 15 лютого 1917 року перейшов у відставку. 15 квітня 1920 року вийшов у відставку. 16 вересня 1920 року поступив на службу в поліцію.  
1 листопада 1934 року поступив на службу в люфтваффе, навчався в Училищі бомбардувальної авіації в Ліхфельді. З 28 березня 1935 року — командир ескадрильї авіаційної групи «Гібельштадт» (згодом — 155-та бомбардувальна ескадра). З 1 травня 1936 року — командир авіаційної групи «Ансбах» 155-ї бомбардувальної ескадри. З 1 грудня 1937 року — керівник курсу Вищого училища бомбардувальної авіації Фассберга, з 1 липня 1938 року — командир училища. З 21 листопада 1940 року — комендант аеродромного району Лангенгагена і Штендаля, з 4 січня 1941 року — 1/XI, з 13 січня 1945 року — 8/VI. 8 травня 1945 року взятий в полон. Звільнений 25 лютого 1948 року.

## Звання
- Лейтенант резерву (18 березня 1915)
- Лейтенант поліції (16 вересня 1920)
- Оберлейтенант поліції (1 січня 1923)
- Гауптман поліції (1 лютого 1931)
- Гауптман (1 листопада 1934)
- Майор (1 липня 1935)
- Оберстлейтенант (1 жовтня 1937)
- Оберст (1 квітня 1940)
- Генерал-майор (1 жовтня 1943)

## Нагороди
- Залізний хрест 2-го і 1-го класу
- Нагрудний знак військового пілота (Баварія)
- Орден «За військові заслуги» (Баварія) 4-го класу з мечами
- Нагрудний знак «За поранення» в чорному
- Балтійський хрест
- Почесний хрест ветерана війни з мечами (1934)
- Медаль «За вислугу років у Вермахті»
  - 4-го, 3-го і 2-го класу (18 років; 2 жовтня 1936) — отримав 4 нагороди одночасно.
  - 1-го класу (25 років)
- Медаль «У пам'ять 13 березня 1938 року»
- Медаль «У пам'ять 1 жовтня 1938»
- Хрест Воєнних заслуг 2-го і 1-го класу з мечами
- Німецький хрест в сріблі
- Орден «За військові заслуги» (Болгарія), командорський хрест